# Balia

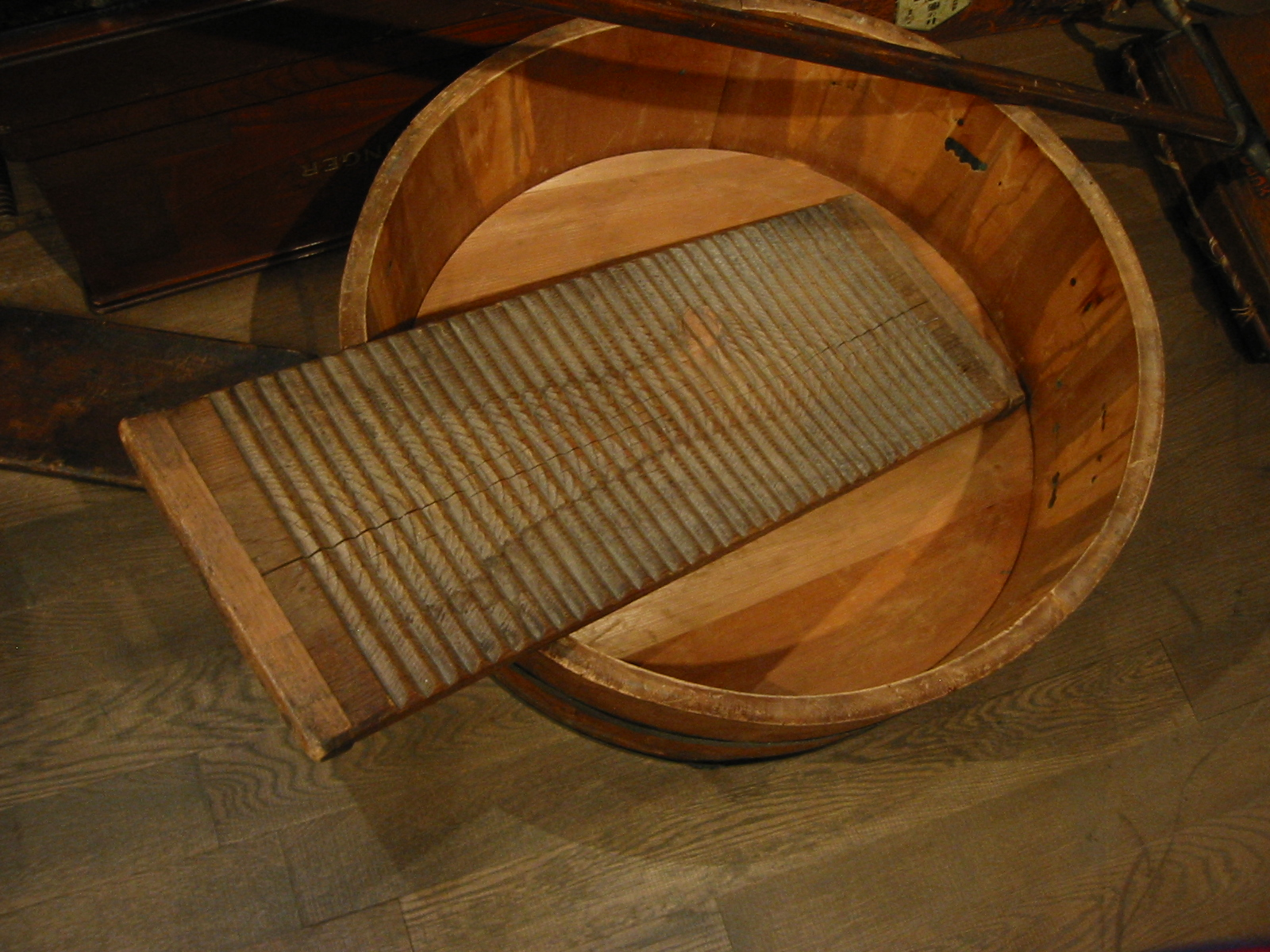
Balia i tara

Balia (baleja, z niem. gwar. Balje) – duże i płytkie naczynie do ręcznego prania domowej bielizny. 
Pierwotnie wykonywane z drewnianych klepek, krągłe lub wydłużone, szerokie i płytkie. Podobnie jak beczka, spajane obręczami drewnianym (z leszczyny) bądź z taśmy stalowej, zwanej bednarką. Rzemieślniczo sprzęt ten wytwarzali bednarze.
Drewniane balie (nazywane też cebrzykami) użytkowane były w Europie od wieków, a te o większych wymiarach służyły do kąpieli. Jako naczynia do prania zaistniały w domach mieszczańskich dopiero od ok. połowy XIX stulecia. Namaczano w nich bieliznę, którą następnie gotowano w kotle i przepierano w balii za pomocą tary, by później wypłukać, wyżąć ręcznie lub mechanicznie wyżymaczką, wykrochmalić i wysuszyć. Ponieważ pranie było czynnością czasochłonną, złożoną i wymagającą wysiłku, zwykle gromadzono duże ilości bielizny pościelowej, stołowej i osobistej, i urządzano je raz na kilka tygodni. Mimo skonstruowania pralki bębnowej o napędzie korbowym przez Jamesa T. Kinga już w 1851, z balii do prania szeroko jeszcze korzystano w ostatnim okresie powojennym. Produkowane później balie metalowe (z blachy cynkowanej), wobec braku łazienki często w życiu domowym zastępowały również wannę.